# ブロムベルク
ブロムベルク (ドイツ語: Blomberg, ドイツ語発音: [ˈblɔmbɛrk] ( 音声ファイル)、低地ドイツ語: In'n Blommajje) は、ドイツ連邦共和国ノルトライン＝ヴェストファーレン州北東部のオストヴェストファーレン＝リッペ地方（デトモルト行政管区）リッペ郡に属す市である。本市はリッペ郡の南東部、ビーレフェルトから南東約 45 km、デトモルトから東に約 20 km に位置している。1970年の市町村再編時に中核市区がそれまで独立していた18町村と合併した。ブロムベルクは人口約 16,000人で、古くからの旧市街を保持している。市内地域に初めて定住がなされたのは、6世紀から 8世紀の間に起こったザクセン人の移住によるものであった。1231年から1255年までの間にリッペ家のベルンハルト3世によって都市が創設された。

## 地理

### 位置
ブロムベルクは、ビーレフェルトの南東 45 km、デトモルトの東 20 km、バート・ピルモントの南西 17 km に位置している。市域はリッパー・ベルクラント（リッペ山地）の南の支脈とブロンベルガー・ヘーエおよびシュヴァーレンベルガー・ヘーエに位置する。
中核市部は、いわゆるブロムベルク盆地の中心に位置している。この盆地は海抜約 150 m で、周囲からはっきりと区別される。高さ 400 m ほどの森に覆われた山の尾根が盆地の北と東の縁を形成している。この森は、ディッカーベルク、ベッカーベルク、ヴィンターベルクを含むバルントルプの森とブロムベルクの森である。西はヘルントルパー・ベルク、マイアーベルク、モッセンベルク (228 m)、ピュレンベルク (261 m) があり、南はネッセンベルク (235 m)、シュピールベルク (239 m)、シュタインベルク (342 m) が境界をなしている。ブロムベルク盆地東部はエンマー川の支流であるディーステル川によって排水される。イストルプ地区とグローセンマルペ地区との間は分水界となっている。このためブロムベルク盆地の西側は、マルペ川とその支流によってベーガ川/ヴェレ川に排水される。市内の最低地点は 139 m、最高地点はヴィンターベルク山頂の 429 m である。

### 地質学
本市の市域は、ピルモント - ピースベルク軸の南斜面に位置している。ここは、ほぼ専らコイパー中期 (Km) と後期 (Ko) の地盤でできている。当初、中生代には水平だった地盤は約3000万年前の第三紀に隆起し、ブロムベルク鞍部を形成した。
浸食作用によってコイパー中期 (Km2) に鞍部の中央に、灰色および赤色の泥灰岩が露呈した。これは石膏（ギプス）を含む地質であることからギプスコイパーとも呼ばれる。ここは主に、「逆転層」と呼ばれる特徴的な地層構造である。シルフ砂岩 (Km2) はその後特徴的な地層を形成した。本市の西辺縁部にこうした垂直地層が見られる。このシルフ砂岩は、小さな石切場で建設資材用の切石として採石されている。ローテン・ヴァント（直訳すると「赤い壁」）と呼ばれる泥灰岩 (Km3) は風化に弱く、これに続くシュタインマーゲル (Km4) は新たな地層を形成した。この盆地構造の最も外側は、コイパー後期 (Ko) のレートコイパーの堅固な岩層からなっている。ギプスコイパーに形成された盆地周縁部は第三紀に内部のギプス層に分解が起こった。ズプロージオンとも呼ばれるこのできごとにより、窪地が形成された。この窪地は、風化して脆くなっていた周囲の泥灰岩で再び埋もれた。この堆積物は粘土の含量が高いため、レンガ製造業者のための原料となった。盆地自体には、最後の氷期の間に黄土が堆積し、ロームへ風化された。堆積物の高さは 150 cm に達し、耕作に対して良質から極めて良質にランク付けされる土壌の生成に寄与した。

### 市域の広がりと土地利用

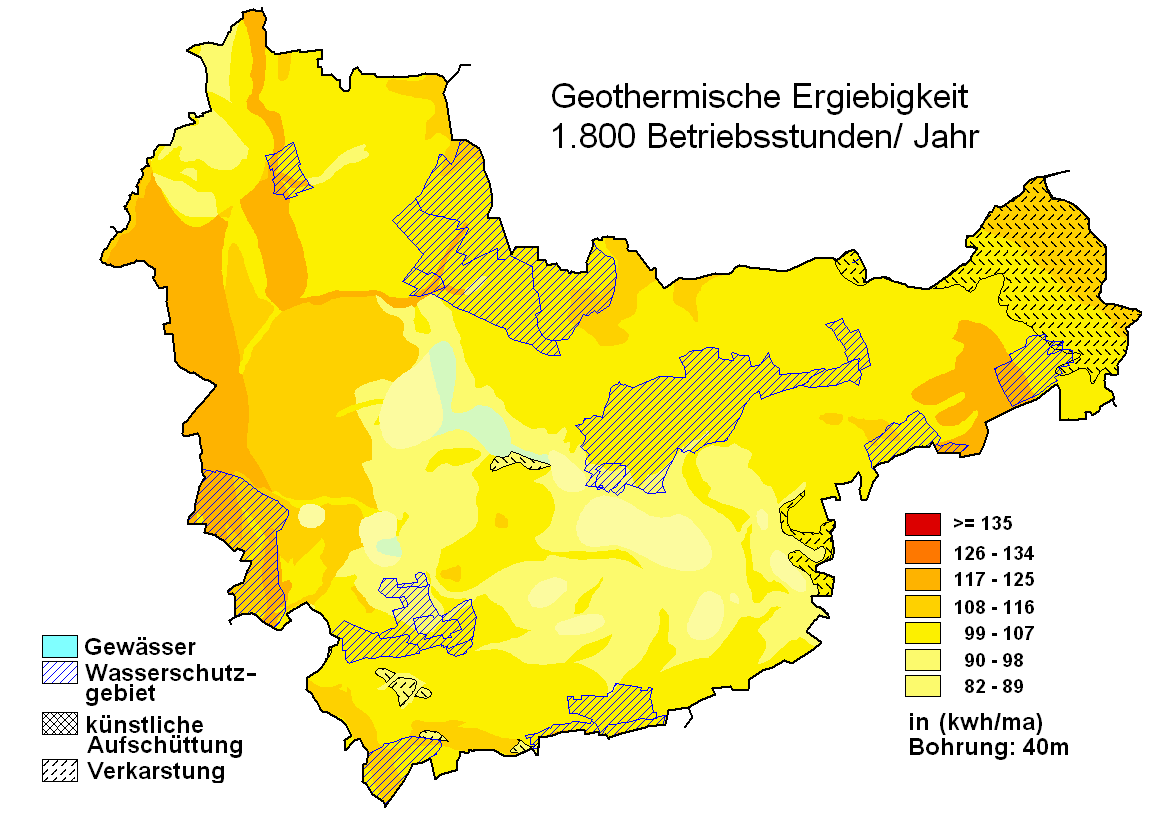
ブロムベルクの地熱分布図

クラインシュタット（直訳すると「小さな都市」）に分類される本市の面積は、99.12 km2 である。東西の最大軸長は約 12.5 km、南北のそれは約 15.5 km である。
土地の大部分は農業に利用されている。湿潤な小川沿いの低地は、牧草地となっている。周囲の山に広がる森は、3/4 がブナを主とする広葉樹で形成されているが、レートコイパーにはトウヒが繁っている。ノルトライン=ヴェストファーレン州平均と比較すると、農業用地率はブロムベルクが約 59.6 % に対して州平均は 48.5 %、森林占有率はブロムベルクが 26.6 % に対して州平均は 25.8 % である。
ブロムベルク市の市域は、地熱ゾンデによる地熱源や熱ポンプによる地熱採取については、「良好」から「大変良好」状態にある。ただし、市域の中央部および南部ではむしろ「並」や、所によっては「不適」な場所もある（右図参照）。
| 土地用途別面積 | 農業用地 | 森林   | 宅地・空き地 産業用地 | 交通用地 | 水域  | スポーツ用地 緑地 | その他 |
| -------------- | -------- | ------ | --------------------- | -------- | ----- | ----------------- | ------ |
| 面積 (km2      | 59.09    | 26.41  | 6.17                  | 5.09     | 0.52  | 1.78              | 0.05   |
| 占有率         | 59.6 %   | 26.6 % | 6.2 %                 | 5.1 %    | 0.5 % | 1.8 %             | 0.1 %  |

### 隣接する市町村
本市の市域は、以下の市町村と境を接している（北東から時計回り）: バート・ピルモント（ニーダーザクセン州ハーメルン＝ピルモント郡）、リュクデ、シーダー＝シュヴァーレンベルク、ホルン＝バート・マインベルク、デトモルト、レムゴー、デーレントルプ、バルントルプ（以上、リッペ郡）。

### 市の構成
| 地区名                     | 地区名            | 面積 (km2) | 人口（人） 2010年12月31日現在 | ブロムベルクの地区図 |
| -------------------------- | ----------------- | ---------- | ----------------------------- | -------------------- |
| アルテンドノープ           | Altendonop        | 4.28       | 249                           |                      |
| ブロムベルク               | Blomberg          | 20.16      | 8,125                         |                      |
| ボルクハウゼン             | Borkhausen        | 2.79       | 47                            |                      |
| ブリュントルプ             | Brüntrup          | 4.60       | 515                           |                      |
| カペル                     | Cappel            | 2.81       | 583                           |                      |
| ダルボルン                 | Dalborn           | 2.84       | 77                            |                      |
| ドノープ                   | Donop             | 5.26       | 555                           |                      |
| エッシェンブルーフ         | Eschenbruch       | 7.55       | 477                           |                      |
| グローセンマルペ           | Großenmarpe       | 9.14       | 1,219                         |                      |
| ヘレントルプ               | Herrentrup        | 3.83       | 499                           |                      |
| ヘーントルプ               | Höntrup           | 2.30       | 242                           |                      |
| イストルプ                 | Istrup            | 10.54      | 1,569                         |                      |
| クライネンマルペ           | Kleinenmarpe      | 3.44       | 160                           |                      |
| マスペ                     | Maspe             | 2.09       | 257                           |                      |
| モッセンベルク＝ヴェーレン | Mossenberg-Wöhren | 3.44       | 280                           |                      |
| レールキルヒェン           | Reelkirchen       | 4.00       | 733                           |                      |
| ジーベンヘーフェン         | Siebenhöfen       | 3.62       | 78                            |                      |
| ティントルプ               | Tintrup           | 2.91       | 314                           |                      |
| ヴェレントルプ             | Wellentrup        | 3.62       | 239                           |                      |

### 気候
ブロムベルクの市域は、北西ドイツの海洋性気候地域に含まれる。冬は大西洋の影響でおおむね穏やかであり、夏は比較的暑く、降水は年間を通じて比較的均一にある。年間平均気温は約 9 ℃である。月間平均気温は1月の約 0 ℃から7月/8月の 17 ℃までの間で推移する。年間降水量は約 900 mm である。平均の年間日幸照射量は、955 kWh/m2 である。
| ブロムベルクの気候 (185 m)の気候 | ブロムベルクの気候 (185 m)の気候 | ブロムベルクの気候 (185 m)の気候 | ブロムベルクの気候 (185 m)の気候 | ブロムベルクの気候 (185 m)の気候 | ブロムベルクの気候 (185 m)の気候 | ブロムベルクの気候 (185 m)の気候 | ブロムベルクの気候 (185 m)の気候 | ブロムベルクの気候 (185 m)の気候 | ブロムベルクの気候 (185 m)の気候 | ブロムベルクの気候 (185 m)の気候 | ブロムベルクの気候 (185 m)の気候 | ブロムベルクの気候 (185 m)の気候 | ブロムベルクの気候 (185 m)の気候 |
| 月                               | 1月                              | 2月                              | 3月                              | 4月                              | 5月                              | 6月                              | 7月                              | 8月                              | 9月                              | 10月                             | 11月                             | 12月                             | 年                               |
| -------------------------------- | -------------------------------- | -------------------------------- | -------------------------------- | -------------------------------- | -------------------------------- | -------------------------------- | -------------------------------- | -------------------------------- | -------------------------------- | -------------------------------- | -------------------------------- | -------------------------------- | -------------------------------- |
| 平均最高気温 °C （°F）           | 4 (39)                           | 5 (41)                           | 8 (46)                           | 12 (54)                          | 17 (63)                          | 20 (68)                          | 22 (72)                          | 22 (72)                          | 18 (64)                          | 14 (57)                          | 8 (46)                           | 5 (41)                           | 13 (55)                          |
| 平均最低気温 °C （°F）           | 0 (32)                           | 0 (32)                           | 2 (36)                           | 5 (41)                           | 9 (48)                           | 12 (54)                          | 13 (55)                          | 13 (55)                          | 11 (52)                          | 8 (46)                           | 4 (39)                           | 0.5 (32.9)                       | 6.5 (43.7)                       |
| 降水量 mm （inch）               | 85 (3.35)                        | 60 (2.36)                        | 70 (2.76)                        | 65 (2.56)                        | 75 (2.95)                        | 82 (3.23)                        | 81 (3.19)                        | 78 (3.07)                        | 70 (2.76)                        | 65 (2.56)                        | 85 (3.35)                        | 95 (3.74)                        | 911 (35.87)                      |
| 出典：Klima in Blomberg          |                                  |                                  |                                  |                                  |                                  |                                  |                                  |                                  |                                  |                                  |                                  |                                  |                                  |

## 歴史

### 市の創設と中世後期の暮らし
現在の市域は、6世紀から8世紀に、ザクセン人の拡張に伴い入植がなされた。この頃に、ヘレントルプ、イストルプ、ヴェレントルプなどのように、名称が「トルプ」(-trup) で終わる集落がこの地域に形成された。「-trup」は「-dorf」（村）を意味し、ブロムベルク盆地全域であわせて7つの集落がこの語尾の集落名を有している。
11世紀に住民の数は著しく増加した。農民たちはそれまで原始的な方法で農業に従事していた。それでは土地の収益性の高い運用は望めなかった。中世盛期、鉄製の車輪付き鋤や三圃式農業、水車の導入により、こうした状況に変化が訪れた。効率の高い収穫が彼らの栄養状態を改善した。これによりリッペ地方も領主階級の興味の的となっていた。新たな権力者として、リッペ貴族家、シュヴァーレンベルク伯、シュテルンベルク伯が登場した。初めは単なる砦として用いられていたブロムベルク城を、彼らが造り上げていったと推測されている。
都市の創設は、1231年から1255年までの間にベルンハルト3世によってなされた。市の創設に関する史料は、ゾーストのフェーデによって失われ、詳細な日付は分かっていない。「すでに長らく」都市権を保持している旨を記した1283年のものと推定される文書が存在している。ブロムベルクはリッペ領主家にとって、明らかに特別な重要性を持つ街であった。この街は中世に重要だった3本の交易路が交差する地点にあったからである。ゾースト、ホルン＝バート・マインベルク、ブロムベルクを経由してハーメルンに至るケルン街道、カッセル、ヴァールブルク、シュタインハイム、ブロムベルク、リンテルンを経由してブレーメンに至るフランクフルト街道、オスナブリュックからヘルフォルト、レムゴー、ブロムベルク、ヘクスターを経てテューリンゲンに向かう街道であった。これらの街道は状態があまり良くなく、一日の行程はわずか 25 km から 50 km 程度であった。それに加えて、広い森では盗賊団が交通を脅かしていた。ブロムベルク地域の街道は、6本の監視塔で護られていた。

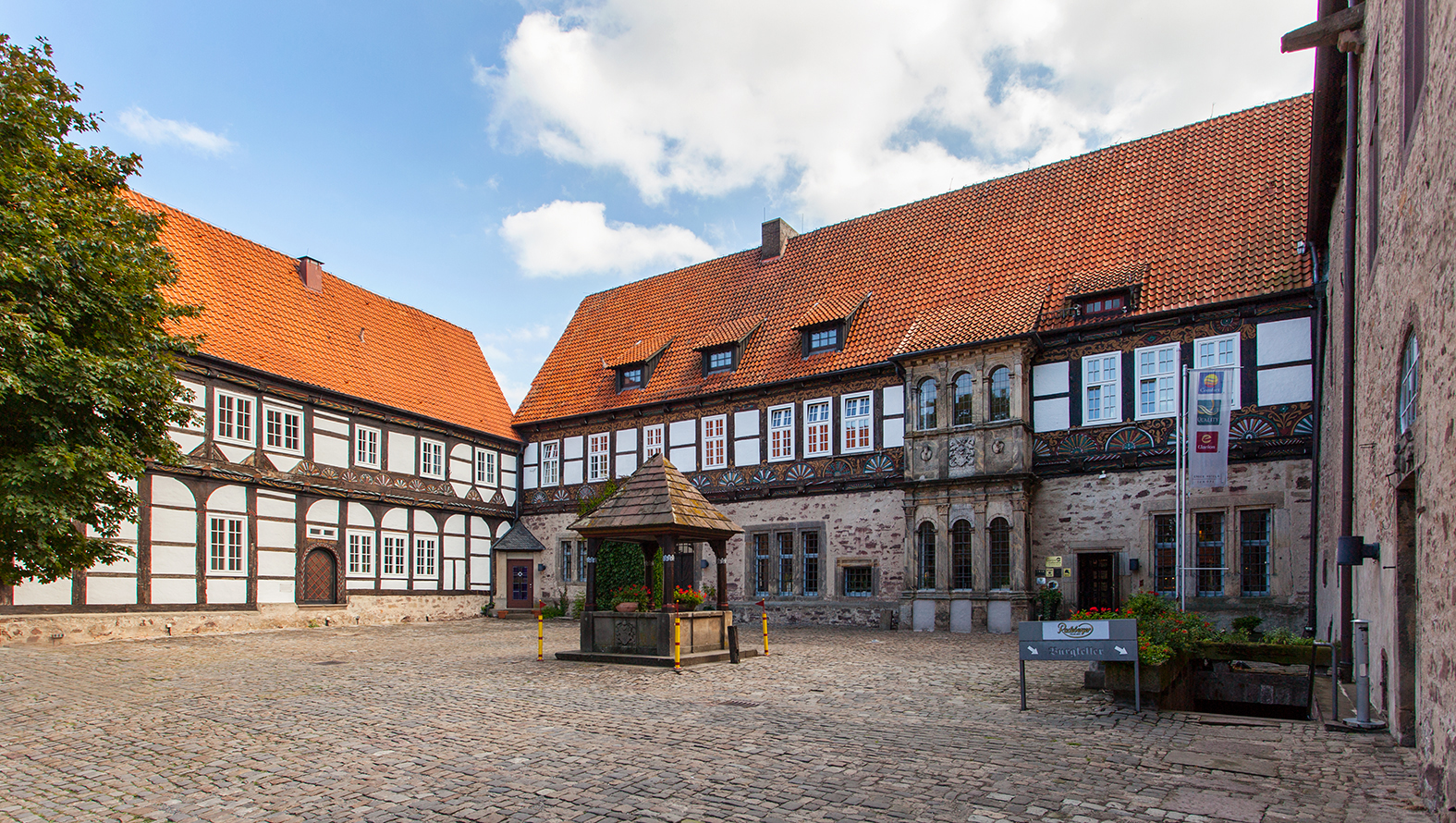
ブロムベルク城の中庭

本市は、平行して延びる3本の道路が市門の前で一点に集まる形の伝統的なドライシュトラーセンシステム（3本の道路システム）に基づき建設されている。広さ 11.3 ha の市内に 1,600人が住めるよう計画された。建設から約 600年を経た1860年になって初めて市域は境界を超えて東に向かって拡張していった。ジーモン1世（1275年 – 1344年）はブロムベルクをその住居に選び、城砦を宮殿に改築した。彼とその後継者はブロムベルクとブラーケの居城間を頻繁に行き来した。都市と城は環状壁で囲まれ、さらに城は土塁と壕で護られていた。西および南側は急勾配が天然の護りとなっていたが、東および北向きの都市は壁、壕、土塁、イバラの生け垣で囲まれていた。さらに6本の防衛塔、門の前の空壕、都市防衛軍が設けられていた。こうしたと市防衛施設のうち、ニーダー・トーア（直訳すると「下の門」）と市壁の一部が現在も遺っている。
ブロムベルクは、オーバーシュタット（上の街）とウンターシュタット（下の街）の明らかに分かれた2つの地区からなっている。オーバーシュタットには主に手工業者が、ウンターシュタットには主に都市農民が住んでいた。オーバーシュタットとウンターシュタットは分離された放牧地を有しており、市の機関はオーバーシュタットとウンターシュタットが正確に同数になるよう配分されていた。オーバーシュタットの子供たちにはカントールが、ウンターシュタットの子供たちには教会の聖具室係が教育を授けた。ブロムベルクの経済は、他の都市と同様に、ツンフト組織によって維持されていた。ブロムベルク盆地のほぼ全ての手工業がこの街に集中し、粉挽き、鍛冶屋、車職人、靴修理、衣服修理だけが市街の田舎に住んでいた。

### 破壊、再建、宗教改革

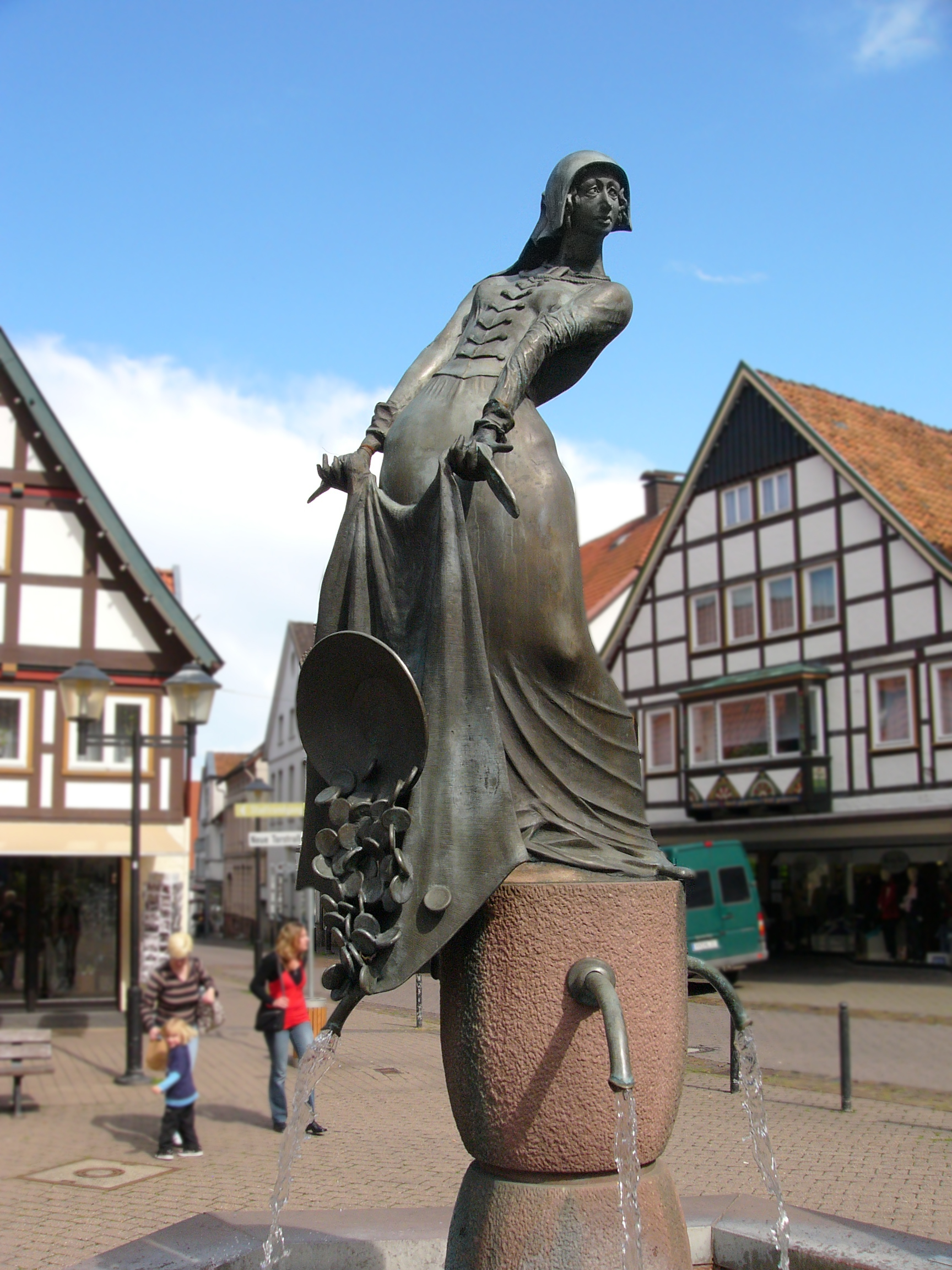
アルハイトの泉

既述の防衛施設は、ゾーストのフェーデで完全に破壊されるまで、ブロムベルクを護っていた。1447年にケルン大司教がこの街を包囲した。6月14日、その兵士らによってこの街は完全に焼き払われた。
この街は、1468年からベルンハルト7世 (リッペ領主)の庇護の下で再建された。この頃重要な事件が起こった。アルハイト・プステコーケという名前の女性がマルティーニ教会から45枚の奉納されたホスチアを盗み出した。彼女は発覚することを恐れ、ゼーリゲン・ヴィンケルの泉にこれを投げ入れた。しかしホスチアは沈まず、彼女は罪を認めさせられて、火刑に処せられた。泉が霊力をもつというニュースはすぐに広まり、ブロムベルクは巡礼地に発展していった。これにより、ヴァチカンにもこの知らせが届き、ローマの枢機卿はこの泉の上に礼拝堂を建設するよう奨励した。メレンベックのアウグスチノ修道参事会が 1468年に教会を寄進し、同時に修道院の建設許可を得た。教会は 1473年に後期ゴシック様式に改築され、現在は福音主義改革派の市教区教会となっている。寄進の収入は修道院教会が建設できるほどの額があり、この修道院教会は約 200年の間リッペ領主家およびリッペ伯の廟所として使われた。
カペルでの全部で 5回の領邦議会で、市と騎士会は 1538年に福音主義ルター派の教義に基づく教会法をリッペおよびブロムベルクに導入することを決定した。泉はその重要性を喪失し、忘れ去られた。1605年にもう一度宗教改革がなされた。領主のジーモン6世 (リッペ伯)がリッペ伯領内の全市町村にジャン・カルヴァンの教えに基づく福音主義改革派の信仰を強いた。レムゴーだけはこれに抵抗し得たのだが、ブロムベルクはしぶしぶながらこれを受け容れた。

### 三十年戦争と経済発展
三十年戦争（1618年 - 1648年）でブロムベルクは再びひどく破壊された。1636年8月に敵の軍隊がこの街で略奪行為を働いた。戦争の過程で、ブロムベルク市民は壊滅的なペスト禍に苦しめられ、人口は短期間で 1,640人から 675人にまで減少した。この街は戦争の恐怖から長い時間を掛けて立ち直り、かつての人口まで回復したのは1834年になってからであった。
数人の商人がブロムベルクのハウプト通り、ランゲン、クルツァー・シュタインヴェークに居を構えた。16世紀から17世紀に建設された堂々とした館は、一部が現在も遺っている。1776年のリッペの人口調査によれば、ブロムベルクには多彩な手工業者が組織されていた。それには、84人の靴職人、30人の織布業者、30人の都市農民、15人の家具職人、13人のパン屋、10人の代筆業者、8人のリンネル織り職人、7人の錠前職人、6人の鍛冶屋、3人の旅館亭主、3人の帽子職人、3人のガラス職人、3人の肉屋、3人の理髪師兼外科医、3人の商人、3人の壁職人、2人の薬剤師、2人の車職人、2人の大工が含まれていた。
18世紀にこの街では靴の製造・修理業が発達した。現在も靴屋のランタンはブロムベルクの手工業者のシンボルとなっている。一時期は、100人以上の靴職人がこの街で仕事をし、その製品はカッセル、オスナブリュック、ハノーファー、ブラウンシュヴァイクにまで送られた。

### 工業化

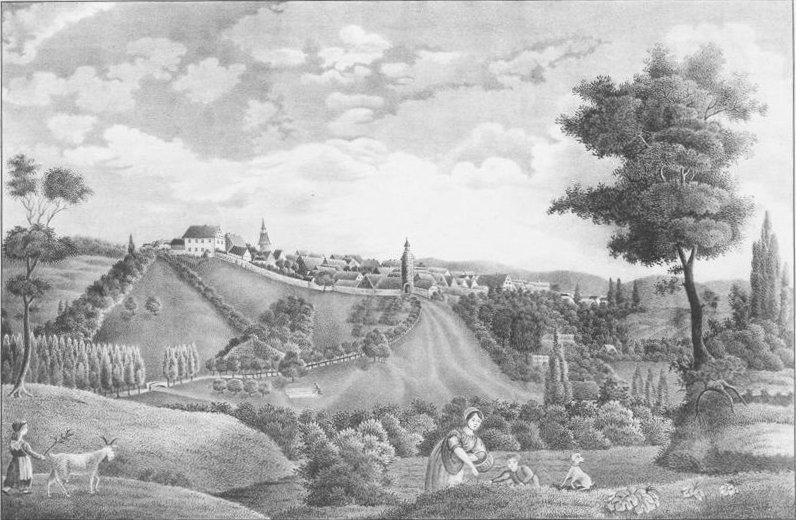
1868年頃のブロムベルク

19世紀の始まりとともに製材業が経済の中心に発展した。1805年にはすでに 5,000脚の椅子が製造され、外国の市場で販売されていた。1880年にクローネ椅子製造が創設され、1893年にはベルント・ハウスマンがドイツ初の合板工場を設立した。19世紀の初めにフリードリヒ・フェヒティングとカール・グローネマンは、旧荘園跡でクローブの栽培を始めた。最終的にここでは1,500種以上のクローブが栽培され、第一次世界大戦まで世界中に輸出されていた。このためブロムベルクは「ネルケンシュタット」（クローブの街）というニックネームを付けられた。
1835年から1895年までにブロムベルクの人口は 2,141人から 3,084人にまで増加した。特に19世紀末の10年間は、鉄道網がブロムベルクまで伸びたことにより大きな経済発展が起こった。1897年に鉄道アルテンベーケン - ハノーファー線と本市とを結ぶ支線が開通した。こうして工業的発展が始まったものの、実際には副業としている兼業農家も含めて農業が主要な経済ファクターに留まり続けていた。1920年代半ばまで、1,000戸あたり 700戸が 2 ha 以下の農地あるいは牧草地を有していた。

### 第一次世界大戦とヴァイマル共和政
第一次世界大戦（1914年 - 1918年）では、180人のブロムベルク市民が死亡または行方不明になった。戦後皇帝ヴィルヘルム2世が退位し、フィリップ・シャイデマンは1918年11月9日に共和制を宣言した。翌日デトモルトでリッペの国民・兵士議会が創設され、新たなリッペの行政機構が形成された。そのわず か2日後に労働者と兵士からなるブロムベルク市住民議会が創設された。路上での集会が禁止され、子供は日没後、青年は21時以降の外出が禁止された。これらから予測された通り、市庁舎に革命の赤旗が掲げられた。新たな歴史研究によれば、労働者・兵士評議会の多数派は極左勢力ではなく、ドイツ多数派社会民主党 (MSPD) やドイツ独立社会民主党 (USPD) の党員であった。1918年末、ベルリンの帝国議会で、代議士の大多数が評議会制共和国に反対し、国民議会選挙の早期実施を決議した。これによりドイツ社会民主党 (SPD) がヴァイマル共和制の初代内閣を形成した。リッペでは、リッペ＝ビースターフェルト侯レオポルト4世が退位し、リッペ侯国は州としてドイツ国に組み込まれた。
1920年3月、カップ一揆に反応してゼネラル・ストライキが起こった。これに 25社から 650人のブロムベルクの労働者が参加した。全国同様リッペでもヴァイマル共和制末期にはドイツ共産党 (KPD) と国家社会主義ドイツ労働者党 (NSDAP) との間で暴力的な対決が起こり、時には殴り合いや撃ち合いに発展した。

### 国家社会主義と第二次世界大戦
1933年1月15日、リッペで州議会選挙が行われた。1932年11月のドイツ国会選挙で、NSDAPはその得票率を 41.13 % から 34.72 % に減じていた。このため、ナチ党はこのリッペの州議会選挙では何があろうと勝利するために全力を傾けた。NSDAPの全指導者が選挙運動に加わった。選挙運動の終盤にはヒトラーだけでも 10日間で 16回演説を行った1月13日にはヒトラーとヴィルヘルム・フリックが 5,000人の聴衆の前で演説している。この選挙で NSDAPは約 10 % 得票率を延ばし、43.4 % の票を獲得した。これに対して SPD は 26.6 %、KPD は 15.9 % の票を得ただけであった。NSDAPは、ドイツ国首相への過程にあったヒトラーが登場することでリッペでの勝利を明らかにした。実際、ベルリンでヒンデンブルクは保守派の圧力に屈してヒトラーを首相に指名した。その後ナチスは直ちに権力を拡大し、すべての公職がNSDAPによって独占された。「民族共同体」にそぐわない者は迫害され、拘束された。

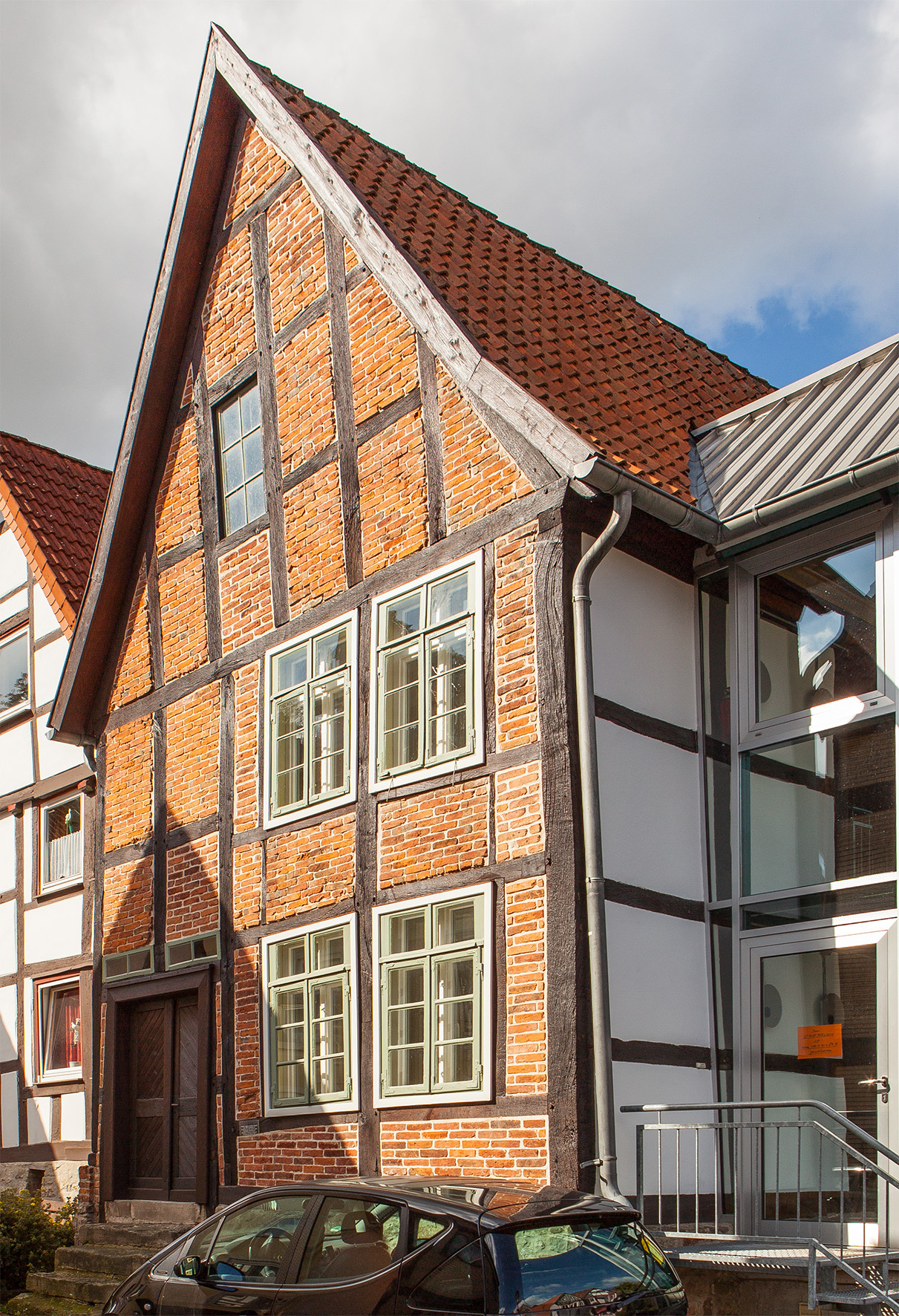
ブロムベルクの旧シナゴーグ

1933年3月6日、ブロムベルクのKPD役員や党員がいわゆる保護拘束された。その後、SPDの党員に対して 14件の家宅捜索が行われた。突撃隊や警察による圧力が高まり、あちこちで SPD からの離党が起こった。1933年4月1日ブロムベルクの SPD 地方支部が閉鎖された。ナチスの犠牲者の一人に椅子張り職人のヴィルヘルム・フリードリヒスがいる。彼は何通かの体制批判の書状をブロムベルクとデトモルトのナチス指導者宛に書いた人物である。彼は捕らえられ、ハノーファーの刑務所に送致され、後半の前日に絞殺された。ブロムベルクのユダヤ人市民ケーニヒスハイム家は、ナチスの圧力を受けてアルゲンチンに移住した。ブロムベルクの最後のユダヤ住民は 70歳のエンマ・リッペルト（旧姓: エグゼムス）であった。彼女はテレージエンシュタット強制収容所に送られ、次いでミンスクに移送されて、そこで殺害された。これ以後、ブロムベルクにユダヤ人社会は存在しない。1808年建造の簡素な木組みのシナゴーグは、現在市立文書館として利用されている。
ブロムベルクの市街地は第二次世界大戦をほぼ無傷で切り抜けた。1945年4月初めにアメリカ軍はトイトブルクの森を占領し、デトモルトに到達した。さらに第83歩兵師団は国道1号線を利用して、ブロムベルクを経由して北西方面に進撃した。アメリカ軍兵士は酪農場の戦車バリケードを横に撤去したが、突起するほどの抵抗はなかった。親衛隊の部隊はそれ以前にこの街から退却していた。ブロムベルクは1945年4月5日に市長によって降伏し、アメリカ軍は戦闘することなくこの街を占領し、戦車はハーゲンやリュクデ方面に侵攻した。第二次世界大戦では 205人のブロムベルク住民が死亡し、105人が行方不明になった。

### 戦後と現代
1945年から1952年までの間にブロムベルクは合わせて 1,500人のバルト三国からの難民を受け容れた。1957年にブロムベルクに本社を置くフェニックス・コントラクトが設立された。この会社は現在約 3,500人の従業員を擁し、この地域で最大の雇用者となっている。NATOの委託を受け、1962年から1996年までブロムベルク工業地区の南に位置するいわゆるネダーランズパークにオランダ兵 1,600人とその家族を駐屯させた。彼らは、この街にとって小さからぬ経済要素要素であった。1970年に自治体の再編が行われた。この過程で、ブロムベルク中核都市と、それまで独立していた17の町村は市区として行政機構に取り込まれた。これにより人口は 7,761人から 15,299人にほぼ倍増した。中核市部は、ブロムベルクの行政中心の地位を保持したばかりではなく、中規模中心都市として総人口 6万人にあたる地域の行政中心でもある。1973年に歴史的中核市街の大規模な近代化計画が始まった。この工事は1989年にマルクト広場のアルハイトの泉の除幕により公式に完結した。2005年3月7日にフランス大統領ジャック・シラクと連邦首相シュレーダーがブロムベルクのブルクホテルで面談した。2008年8月15日から17日までブロムベルクは、多くのイベントを含む市創設 725年祭および市祭を開催した。

### 市町村合併
ノルトライン＝ヴェストファーレン州の地域再編により、1970年1月1日にブロムベルクは、アルテンドノープ、ボルクハウゼン、ブリュントルプ、カペル、ダルボルン、ドノープ、エッシェンブルーフ、グローセンマルペ、ヘレントルプ、ヘーントルプ、イストルプ、クライネンマルペ、マスペ、モッセンベルク＝ヴェーレン、レールキルヒェン、ジーベンヘーフェン、ティントルプ、ヴェレントルプの18町村と合併し、新たなブロムベルク市となった。編入されたかつての町村はオルツシャフト（地区）と称された。中核市区は2つの地区に分けられた。ブロムベルク北とブロムベルク南である。各地区または地区管区はそれぞれ地区代表を有している。マスペ地区、ボルクハウゼン地区、ジーベンヘーフェン地区は共同で地区代表を立てている。
1943年から1972年までブロムベルクはデトモルト郡に属していた。その後1973年1月1日にビーレフェルト法によって、それまでのレムゴー郡とデトモルト郡から新たにリッペ郡が成立した。郡の行政機構はデトモルトに置かれている。

## 住民

### 宗教
現在、デトモルト市民の多数が福音主義改革派教会の信者である。1538年にリッペで宗教改革がなされ、ブロムベルクは福音主義ルター派の街となった。しかし、1605年に領主のジーモン6世伯はリッペ伯領内のすべての市町村にジャン・カルヴァンの教えに基づく福音主義改革派の教義を受け容れるよう命令し、ブロムベルクもしぶしぶこれを受諾した。

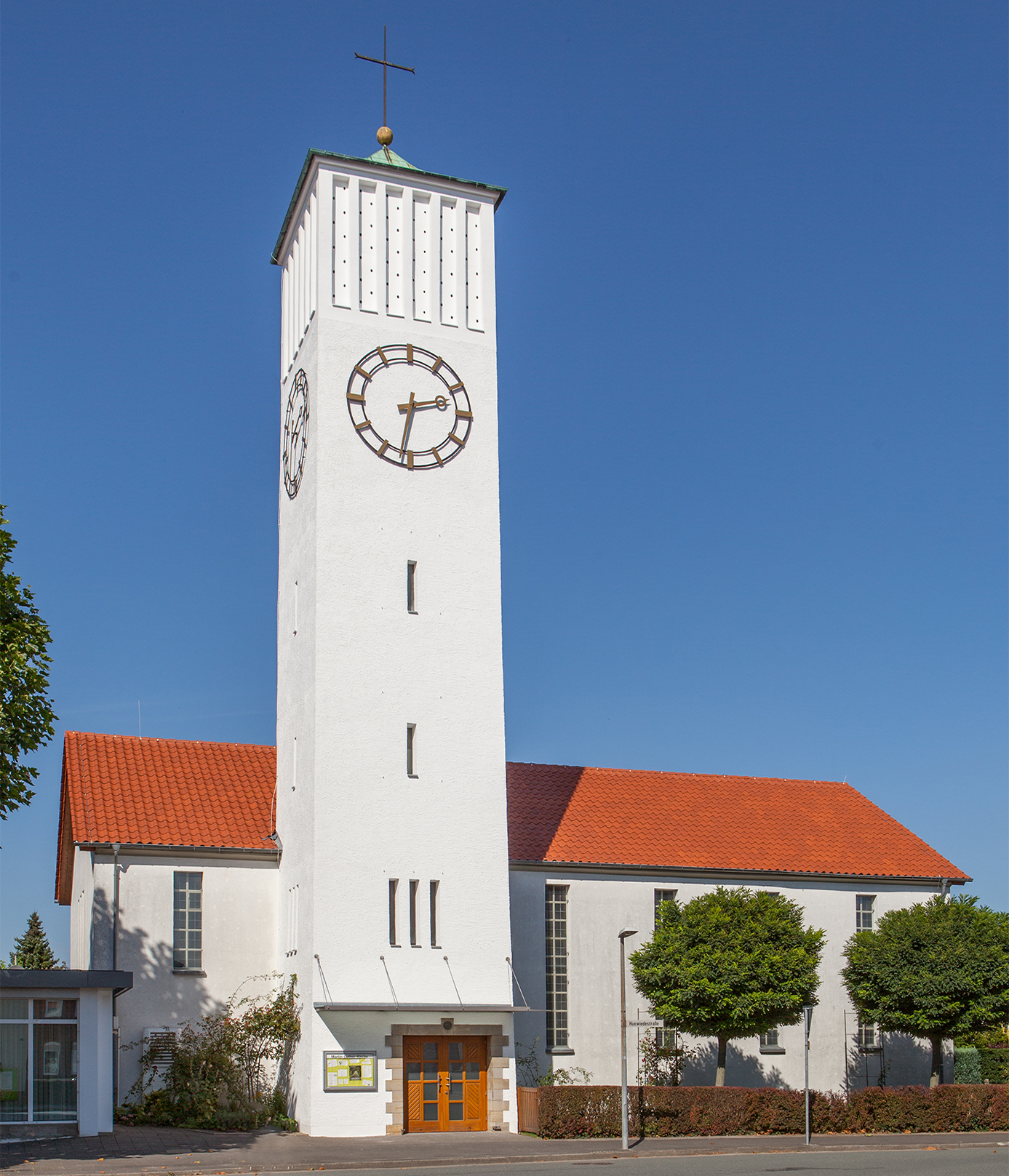
マルティン＝ルター教会

宗教改革後、旧修道院の全財産は領邦のものとなった。かつてのカトリック教会マルティン教会は1833年に老朽化のため取り壊され、塔だけが遺されている。この塔は現在、隣の修道院教会に入っている福音主義改革派教会の鐘楼として用いられている。福音主義改革派教会はこの他に、ドノープ、カペル、イストルプ、レールキルヒェンに教会を有している。福音主義ルター派教会は、ブロムベルク中心街のマルティン＝ルター教会とパウルゼン通りの新しい教会がある。ブロムベルクの福音主義教会は、リッペ地方の 61の改革派教会と 22のルター派教会を統合したリッペ地方教会に加盟している。
宗教改革により、カトリックの生活は 19世紀になるまでこの街から消失していた。1965年になってやっとブロムベルクに再びカトリック教会が設立された。現在ブロムベルク市民の約 13 % がローマ・カトリックの信者である。カトリックの聖マルティン教会は、付属の助任司祭事務所とともにブロムベルク中核市区の外れ、市立墓所の近くにある。この教会は、全部で3つの教会組織とともにパーダーボルン大司教区ビーレフェルト＝リッペ首席司祭区リッペ南司牧同盟に加盟している。
この他のキリスト教組織は、福音主義自由教会、福音主義キリスト教会、自由福音主義教会、独立福音主義ルター教会、新使徒派教会、バプテスト教会がある。
ユダヤ教組織はホロコースト以降存在しない。1808年に建造されたブロムベルクのシナゴーグは改築され、現在市立文書館として用いられている。
現在の宗教分布を知る手がかりの一つが、ブロムベルクの学生に対する所属宗教団体の調査である。この調査によれば、2006年/2007年の学期では学生の 63.2 % が福音主義、12.7 % がカトリック、5.3 % がイスラム教に所属した。8.0 % がその他の宗教団体に所属し、無宗教は 10.7 % であった。

### 人口推移

1818年以降の人口推移。上のラインは現在位の市域にあたる地域の人口推移、下のラインは各時点の市域における人口推移

以下の表に、各時点の市域における人口と現在の市域にあたる地域の人口を示す。1818年から1970年までと1987年の値は人口調査によるものである。1975年からは州の情報・技術局の公的な研究値である。1975年から1985年までは推定値、1990年からは1987年の人口調査結果に基づく研究値である。
各時点の市域内人口推移
| 時点                | 人口（人） |
| ------------------- | ---------- |
| 1818年 （12月31日） | 1,986      |
| 1828年 （12月31日） | 1,888      |
| 1835年 （12月31日） | 2,147      |
| 1841年 （12月31日） | 2,106      |
| 1843年 （12月31日） | 2,115      |
| 1851年 （12月3日）  | 2,211      |
| 1858年 （12月3日）  | 2,146      |
| 1867年 （12月3日）  | 2,278      |
| 1871年 （12月1日）  | 2,222      |
| 1885年 （12月1日）  | 2,707      |

| 時点                | 人口（人） |
| ------------------- | ---------- |
| 1895年 （12月1日）  | 3,198      |
| 1905年 （12月1日）  | 3,754      |
| 1925年 （6月16日）  | 3,995      |
| 1933年 （6月16日）  | 4,723      |
| 1939年 （5月17日）  | 5,100      |
| 1946年 （10月29日） | 6,491      |
| 1950年 （9月13日）  | 6,935      |
| 1961年 （6月6日）   | 6,999      |
| 1969年 （12月31日） | 6.991      |

現在の市域おける地域の人口推移
| 時点                | 人口（人） |
| ------------------- | ---------- |
| 1939年 （5月17日）  | 10,503     |
| 1950年 （9月13日）  | 15,920     |
| 1961年 （6月6日）   | 13,979     |
| 1969年 （12月31日） | 14,525     |
| 1970年 （5月27日）  | 14,663     |
| 1974年 （6月30日）  | 14,654     |
| 1975年 （12月31日） | 14,502     |
| 1980年 （12月31日） | 14,777     |
| 1985年 （12月31日） | 14,950     |
| 1987年 （5月25日）  | 14,327     |

| 時点                | 人口（人） |
| ------------------- | ---------- |
| 1990年 （12月31日） | 15,158     |
| 1995年 （12月31日） | 16,786     |
| 2000年 （12月31日） | 17,622     |
| 2005年 （12月31日） | 17,043     |
| 2008年 （12月31日） | 16,497     |
| 2010年 （12月31日） | 16,171     |
| 2011年 （12月31日） | 15,972     |
| 2012年 （12月31日） | 15,509     |

2010年の統計によれば、ブロムベルク市民の 49.6 % が男性で 50.4 % が女性である。50.1 % が中核市区に住んでおり、49.9 % が他の市区に住んでいる。
94.7 % がドイツ国籍で、5.3 % が他の国籍を有している。
| 1977年から2010年までのブロムベルク市の人口推移（いずれも12月31日の数値） | 1977年から2010年までのブロムベルク市の人口推移（いずれも12月31日の数値） | 1977年から2010年までのブロムベルク市の人口推移（いずれも12月31日の数値） | 1977年から2010年までのブロムベルク市の人口推移（いずれも12月31日の数値） | 1977年から2010年までのブロムベルク市の人口推移（いずれも12月31日の数値） | 1977年から2010年までのブロムベルク市の人口推移（いずれも12月31日の数値） | 1977年から2010年までのブロムベルク市の人口推移（いずれも12月31日の数値） | 1977年から2010年までのブロムベルク市の人口推移（いずれも12月31日の数値） | 1977年から2010年までのブロムベルク市の人口推移（いずれも12月31日の数値） |
|                                                                          | 1983年                                                                   | 1988年                                                                   | 1993年                                                                   | 1998年                                                                   | 2003年                                                                   | 2008年                                                                   | 2013年                                                                   |                                                                          |
| ------------------------------------------------------------------------ | ------------------------------------------------------------------------ | ------------------------------------------------------------------------ | ------------------------------------------------------------------------ | ------------------------------------------------------------------------ | ------------------------------------------------------------------------ | ------------------------------------------------------------------------ | ------------------------------------------------------------------------ | ------------------------------------------------------------------------ |
| 総人口                                                                   | 14,969                                                                   | 14,366                                                                   | 16,008                                                                   | 17,585                                                                   | 17,306                                                                   | 16,497                                                                   | 15,282                                                                   |                                                                          |
| 女性人口                                                                 | 7,833                                                                    | 7,434                                                                    | 8,206                                                                    | 8,907                                                                    | 8,728                                                                    | 8,335                                                                    | 7,744                                                                    |                                                                          |
| 非ドイツ人                                                               | 1,485                                                                    | 634                                                                      | 1,119                                                                    | 1,273                                                                    | 1,052                                                                    | 865                                                                      | 615                                                                      |                                                                          |

## 行政

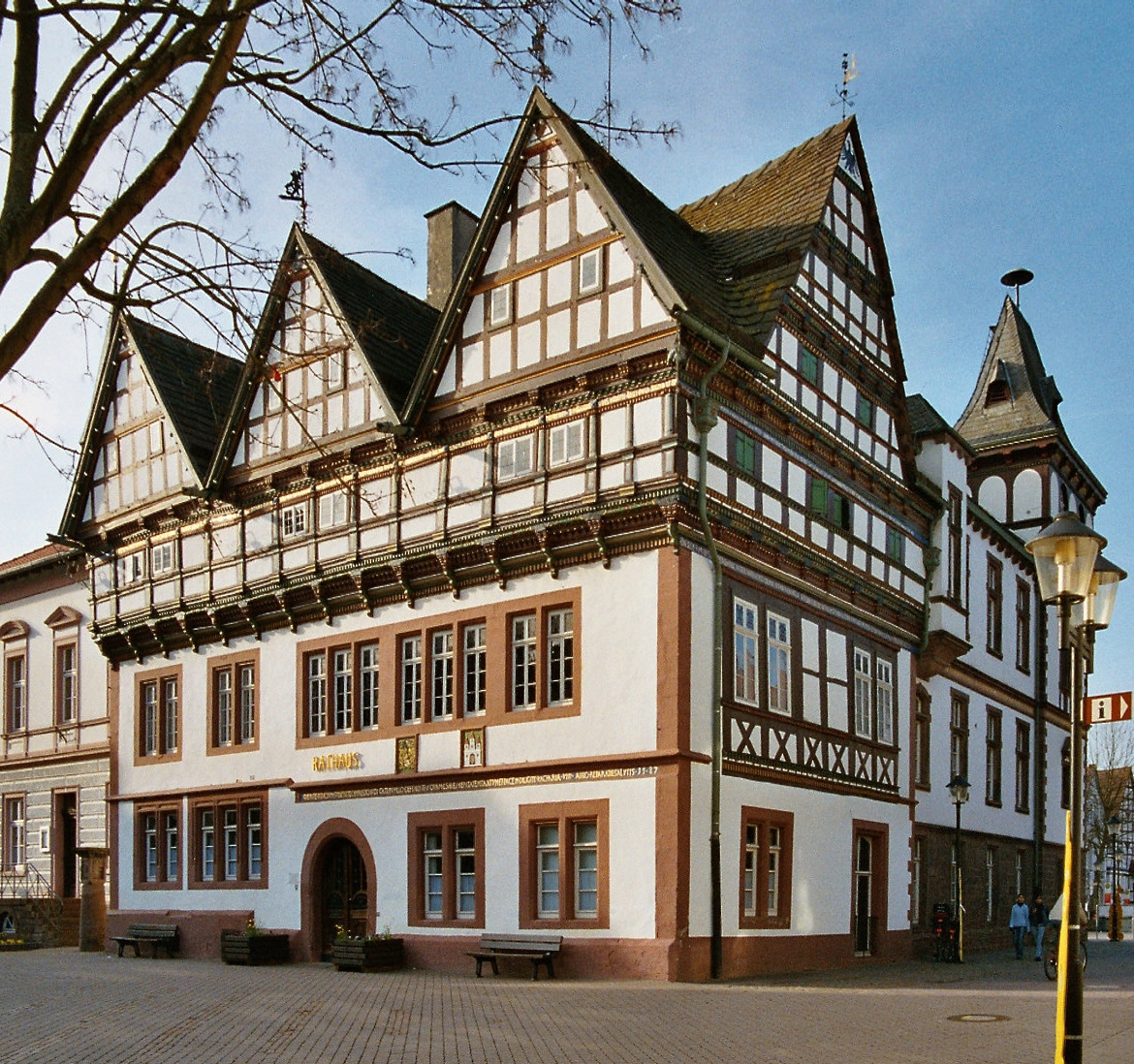
ブロムベルク市庁舎

### 市議会
ブロムベルクの市議会は 32議席からなる。

### 市長
クリストフ・ドレ (SPD) は2020年11月1日からブロムベルクの市長を務めている。彼は 63.98 % の票を獲得して市長に選出された。前任者のクラウス・ガイゼ (SPD) は 2004年9月26日に有効投票数の 59.8 % を得て初めて当選し、2009年8月30日に 85.6 %、2014年5月25日に 61.4 %の票を得て再選されている。彼の先任者はジークフリート・ピルグリム (SPD) で、1999年9月12日に 52.1 % の票を得て選出された。

### 選挙
ブロムベルクは、州議会議員選挙ではリッペ II区、連邦議員選挙ではリッペ I区に属す。

### 紋章
図柄: 緑地に、赤い尖塔屋根をもつ銀色（白）の城。門の開口部に金色（黄色）の蘂をもつ赤いバラ。
1970年の市町村再編で成立した新しいブロムベルク市は、1971年6月28日に旧ブロムベルク市の紋章を事実上引き継ぐことを許可された。紋章の図柄は、ブロムベルク市の13世紀に存在していたことが証明されている印章を起源とする。中世の印章には、現在も描かれている 3本の塔とリッペのバラが頻繁に用いられている。市を象徴する建築物とかつての領主の紋章であるリッペのバラとが組み合わされているのである。

### 姉妹都市
- パーペンドレヒト（ドイツ語版、英語版）（オランダ、南ホラント州）
- ライニッケンドルフ区（ドイツ、ベルリン）
- オーシャッツ（ドイツ語版、英語版）（ドイツ、ザクセン州）
- リュザン (セーヌ＝エ＝マルヌ県)（ドイツ語版、英語版）（フランス、セーヌ＝エ＝マルヌ県）[35]

1972年にはすでに交流がなされていたオランダのパーペンドレヒトとの関係は、オランダ兵がブロムベルクに駐留していたことに由来する。数回の交渉と相互訪問の後、ブロムベルク市議会はパーペンドレヒトに公式な姉妹都市協定の締結を申し入れ、両市の住民間の友好交流を奨励することを決議した。1975年2月、両サイドで姉妹都市協定が公式に調印された。
ブロムベルクとベルリンとの交流は、1945年のベルリンの商家からブロムベルクへの児童疎開に由来する。ブロムベルク住民の多くがこの活動に関与した。ブロムベルクの新興住宅地では、後にこの結びつきを記念してベルリンの通りの名前が付けられた。ライニッケンドルフの区役所は、これに対する返礼として通りにブロムベルガー・ヴェークという名前を付けた。こうした関係から、1990年5月にライニッケンドルフとブロムベルクとの姉妹都市協定に発展した。
1987年、当時はまだDDRであったザクセンの都市オーシャッツと最初の接触が持たれた。再統一後、公式な連携を望む声がオーシャッツ側からも揚がった。オーシャッツの議会は、1990年6月に協定文書に署名し、交換した。
リュザンは、ブロムベルクの最も新しい姉妹都市である。この街はパリの南南東約 35 km に位置している。公式な姉妹都市協定は、2009年6月27日、リュザンでの式典の中で締結された。最初の姉妹都市関係成立に向けた提案は、早くも2001年にオペアの女性によってなされていた。これ以後、ブロムベルクとリュザンとの間では活発な交流がなされていた。ブロムベルクのヘルマン＝フェヒティング＝ギムナジウムとリュザンのコレージュ・サン・ルイとの間で毎年交換留学が行われた。さらに毎年、多くは精霊降臨祭にブロムベルクのドイツ＝フランス・コミュニティが組織運営して市民の相互訪問を行っている。

## 文化と見所

### 音楽
中核市区では、ブロムベルク・ファンファーレ隊、自衛消防団音楽隊、マンドリンクラブ「エーデルワイス」、音楽アンサンブル「フィールザイティヒ」、ヴォーカルアンサンブル・ブロムベルク、6声のア・カペラ・アンサンブル「シャポー」が音楽活動を行っている。さらに他の市区では多数の団体がある。ヴェレントルプにはブロムベルク初のマイスターコーラス「iuvento musica」がある。この合唱団は2010年に州レベルでの最高アマチュア合唱団の評価を受け、2012年には『怒った白雪姫』でコンサートプレジデント金メダルを受賞した。カペル地区には、カペル男声合唱団、ジングクライス・カペル、ラウテンクライス（リュートサークル）・ハイマートクラング・カペレ、カペラー・ロックフェーゲルがある。ブリュントルプにはブリュントルプ合唱団、ドノープにはドノープ男声合唱団、エッシェンブルーフにはエッシェンブルーフ男声合唱団がある。グローセンマルペにはフローエ合唱団グローセンマルペ＝エルトブルーフとマルペターラー・ブラスカペレがあり、イストルプではシュピールマスツーク・イストルプが、モッセンベルク＝ヴェーレンではラウテンクライス・ハイマートクラングのジュニアグループが活動している。ブロムベルクには2つのブラスアンサンブルがあり（それぞれ福音主義改革派と福音主義ルター派のアンサンブルである）、他にイストルプ、レールキルヒェン、ドノープ、カペレの福音主義改革派教会が 1団体ずつ運営している。

### 演劇
ブロムベルクには固有の劇場はない。演劇愛好者はデトモルト州立劇場、ハーメルン劇場あるいは近隣ベレンベルクの野外ステージへ行かなければならない。劇団の巡業公演は「文化・市民ハウス － アルテ・マイエライ」で開催される。
リッペ東市民大学の演劇グループ「ツィンオーバー」によってブロムベルクにアマチュア演劇グループが組織された。さらにもう一つ演劇グループ「シアター・ドリーム」がある。

### 建造物

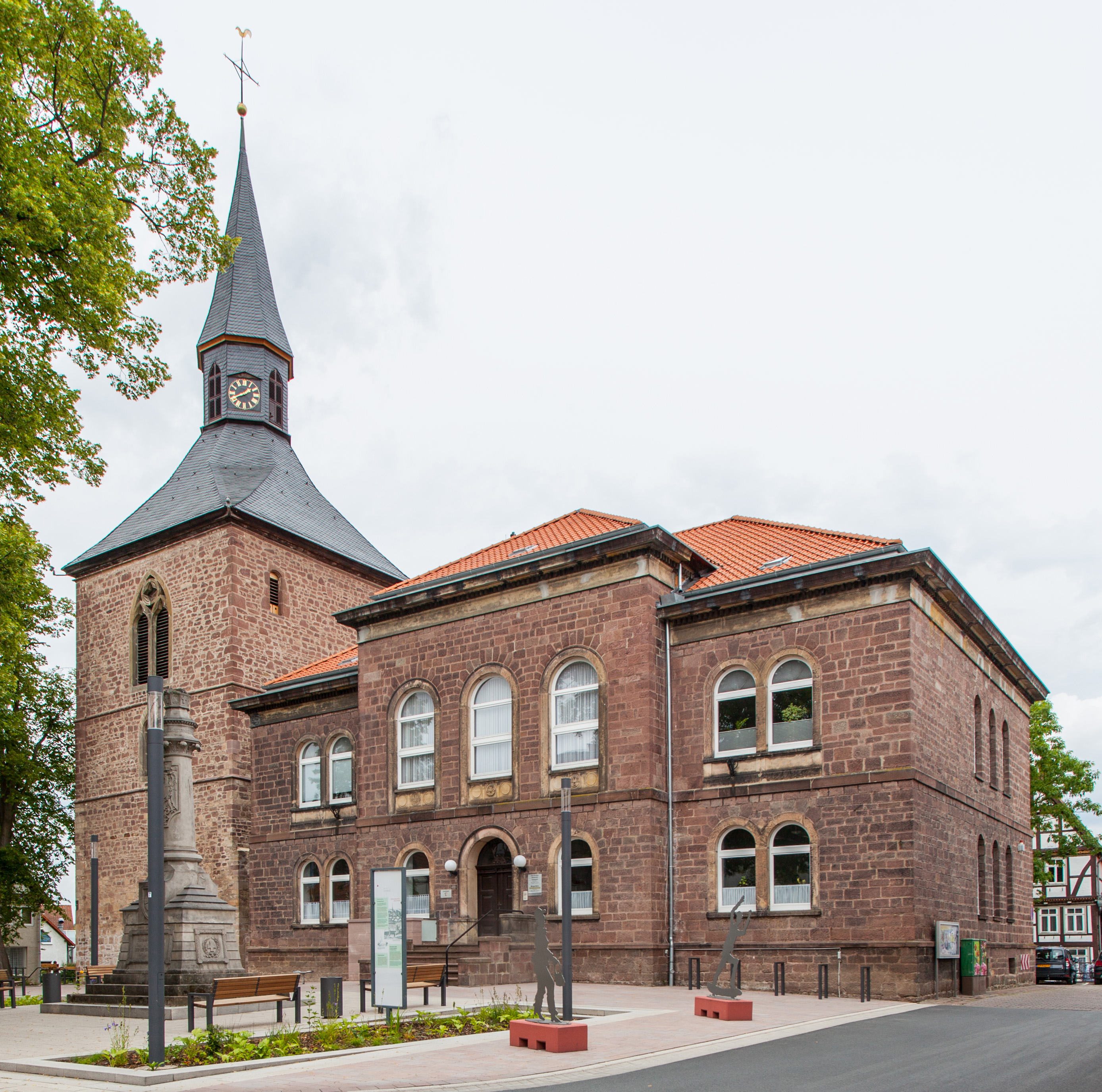
旧聖マルティン教会。左端が鐘楼、右の建物は旧区裁判所

ブロクベルク城は13世紀に建築され、ゾーストのフェーデで大きな損傷を受けた後、3階建ての三翼式建築に改築された。この城は一時期、リッペ領主家の居城として用いられた。中翼の1階は1562年にベルンハルト7世伯によって建設されたものだが、上階は1569年に木組み建築から置き換えられた。最も重要な建築家は、中庭に向いた突出部を白い砂岩で建設したレムゴーのヘルマン・ヴルフである。レムゴーの市庁舎、ヘクセンビュルガーマイスターハウス、ブラーケ城もヴルフによる作品である。この城は現在、一部がホテルおよびレストランとして利用されている。
かつての市教区教会聖マルティン教会は1447年以後に建設され、1833年に老朽化のために取り壊された。重厚な鐘楼だけが、1846年に新たに設けられた尖塔屋根を戴いた形で現存している。教会堂のあった場所には1879年に区裁判所が建設された。この建物は、いわゆるルントボーゲン様式（半円アーチ様式）の切石作り3階建ての建物である。区裁判所が中核市区の端にある新しい建物に移転した後、この建物はブロムベルク市の行政当局が利用している。
アウグスチナー修道参事会修道院「ツーム・ハイリゲン・ライヒナム」（聖骸修道院）は、1460年に現在の場所に建てられた。これは、アルハイト・プストコーケが盗んだホスチアを泉に投げ込んだ場所である。彼女は拷問にかけられ、火あぶりにされた。その後、泉の水に特別な霊力があると噂され、ブロムベルクは巡礼地に発展した。1468年にメレンベックのアウグスチナー修道参事会がこの泉を引き継ぎ、その周辺に修道院を建設した。この修道院は1536年まで存在していた。修道院教会は1769年までリッペの貴族の墓所となっていた。教会の内陣には、寄進者のベルンハルト7世とその妻アンナのミサ用棺がある。墓所は、2つの部屋に 19体の遺骸が安置されていた。
ハンス・ゲルト・ルーヴェによって製作された、マルクト広場のアルハイト・プストコーケの泉は、アルハイト・プストコーケと、上述の彼女の物語を記念している。
マルクト広場の市庁舎は、1587年に建築家ハンス・ラーデによって建造された。正面の三連の木組み破風は1830年に造られたものである。上階には市庁舎ホールと小会議室がある。小会議室はヴィルバーゼンザールとも呼ばれ、ここでヴィルバーゼンに対する領主の秘密裁判が行われた。

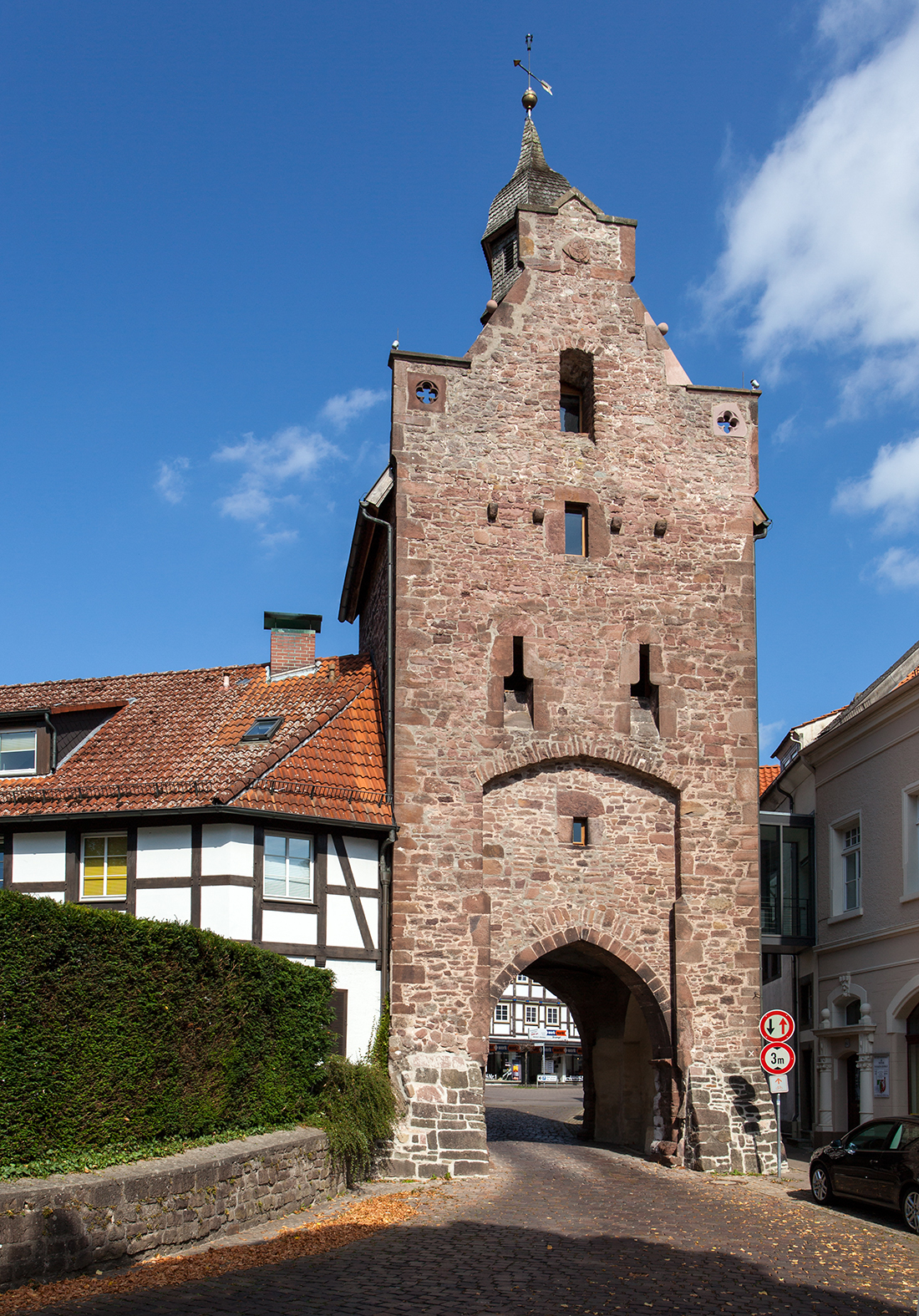
ニーダートーア

ニーダートーア（下の門）は15世紀に建造され、リッペで最後に遺った中世の市門である。
ピデリトプラッツ 4番地のベーマーホーフは、簡素な3階建ての漆喰塗りの建物で、1717年にシャウムブルク＝リッペの代官ヨハン・フィリップ・フォン・コプフのために建設された。19世紀になるまで街の風景は主に木組み建築で構成されており、それ以外の建物は市壁に近い脇道にあるだけだった。古い時代の唯一の石造建築が、1613年頃に市長の H. シュレーダーによって建造されたランガー・シュタインヴェーク 23番地の建物である。石造の下層の上に彫刻が豊かな木組みの多層破風の上層を戴いている。1573年の銘がある石材があるが、これは先代の建物に使われていた石材を再利用したものである。ヴィンケル街のイム・ゼーリゲン・ヴィンケル 4番地には、1780年に建設された中土間がある典型的な手工業者の家がある。12番地の家はかつて1661年に建設されたキュスターハウス（聖具倉庫）である。数多く遺されている木組み建築の中で傑出したものを以下に列記する。
- ブリンク通り 4番地 - フェッヒャーロゼッテの装飾を持つ、1569年頃に建造された
- キルヒホーフ通り 2番地 - 屋根裏部屋を持つ商家、1662年の銘を持つ
- キルヒホーフ通り 5番地 - 1664年の銘を持つ
- ランガー・シュタインヴェーク 20番地 - 1826年に建造されたファサードの背後に1452年頃の建造部分がある。
- ランガー・シュタインヴェーク 33番地 - この建物は1978年に火災によって甚大な被害を受けた。遺された破風の裏に新たな建物が建てられた。
- ノイエ・トーア通り 26番地 - 旅館「ツーム・シャルフリヒター」。1677年の銘がある梁を持つ。
- ノイエ・トーア通り 16番地 - 1654年頃建造
- ノイエ・トーア通り 14番地 - 1587年頃建造

特に見応えのある街並みはクー通りやキルヒホーフ通りである。
- イム・ゼーリゲン・ヴィンケル 4番地
- イム・ゼーリゲン・ヴィンケル 12番地
- キルヒホーフ通り 2番地
- キルヒホーフ通り 5番地
- ランガー・シュタインヴェーク 33番地
- ノイエ・トーア通り 26番地
- ノイエ・トーア通り 16番地

### 公園

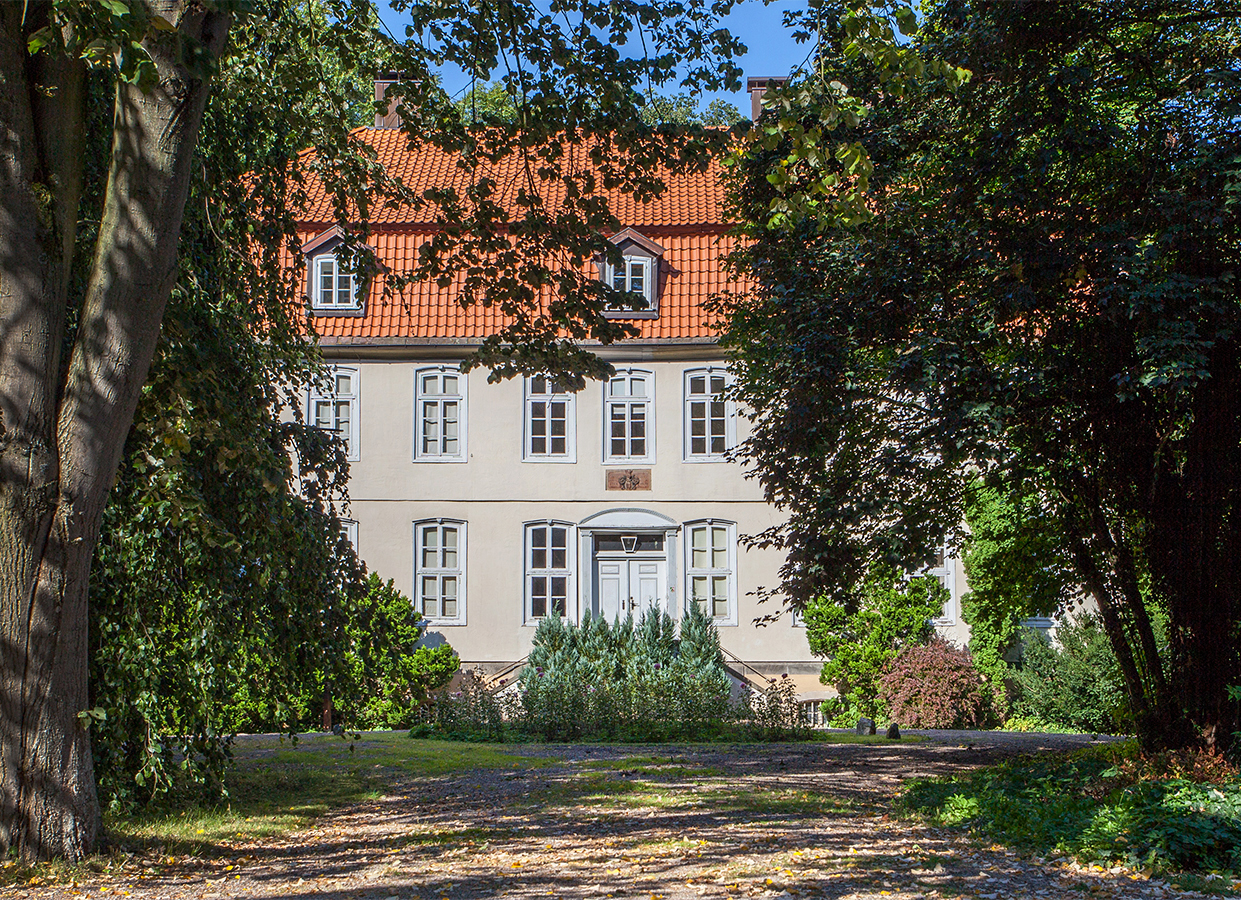
レールキルヒェンの城館

中核市区の南西にあるブルクガルテン（城砦公園）は芝生広場を持ち、周囲に様々な広葉樹・針葉樹が植えられた近代的な緑地公園である。アムツハウスに面した南部分は個人所有の庭園として利用されているが、公に立ち入ることができ、多彩な植栽が見られる。旧ブドウ畑と西の山の斜面にある2つの樹木園は、数十年で荒廃した。ブドウ畑の方へ向かう小径は遊歩道として整備され、ベンチや展望台が設けられている。
レールキルヒェン地区の城館庭園は、おそらく19世紀半ばに造園された。この公園は水堀で囲まれた、グレフテンインゼル（グレフテの小島）に設けられている。グレフテとは、ヴェストファーレンで、中世に設けられた貴族の屋敷を護るための水堀を意味する。後にグレフテは水城周辺の庭園施設の構成要素となっていった。レールキルヒェンの村史には、1935年にこの建物の改修と公園の修復が記述されている。現在は、古い木立といくつかの新しい針葉樹が公園施設を覆っており、一般には立ち入る事ができない。
ブロムベルク市のアルター・フリートホーフ（旧墓地）は1880年以降、本来の目的で使用されていない。この緑地は、2009年にノルトライン=ヴェストファーレン州のコンテスト“ Ab in die Mitte“ に関連してブロムベルクの “Nelke.küsst.Tulpe“（クローブがチューリップにキスをする） のモットーの下、緑地に改造された。これ以後内市街の憩いの場として利用されているが、旧墓地の性格を失ってはいない。

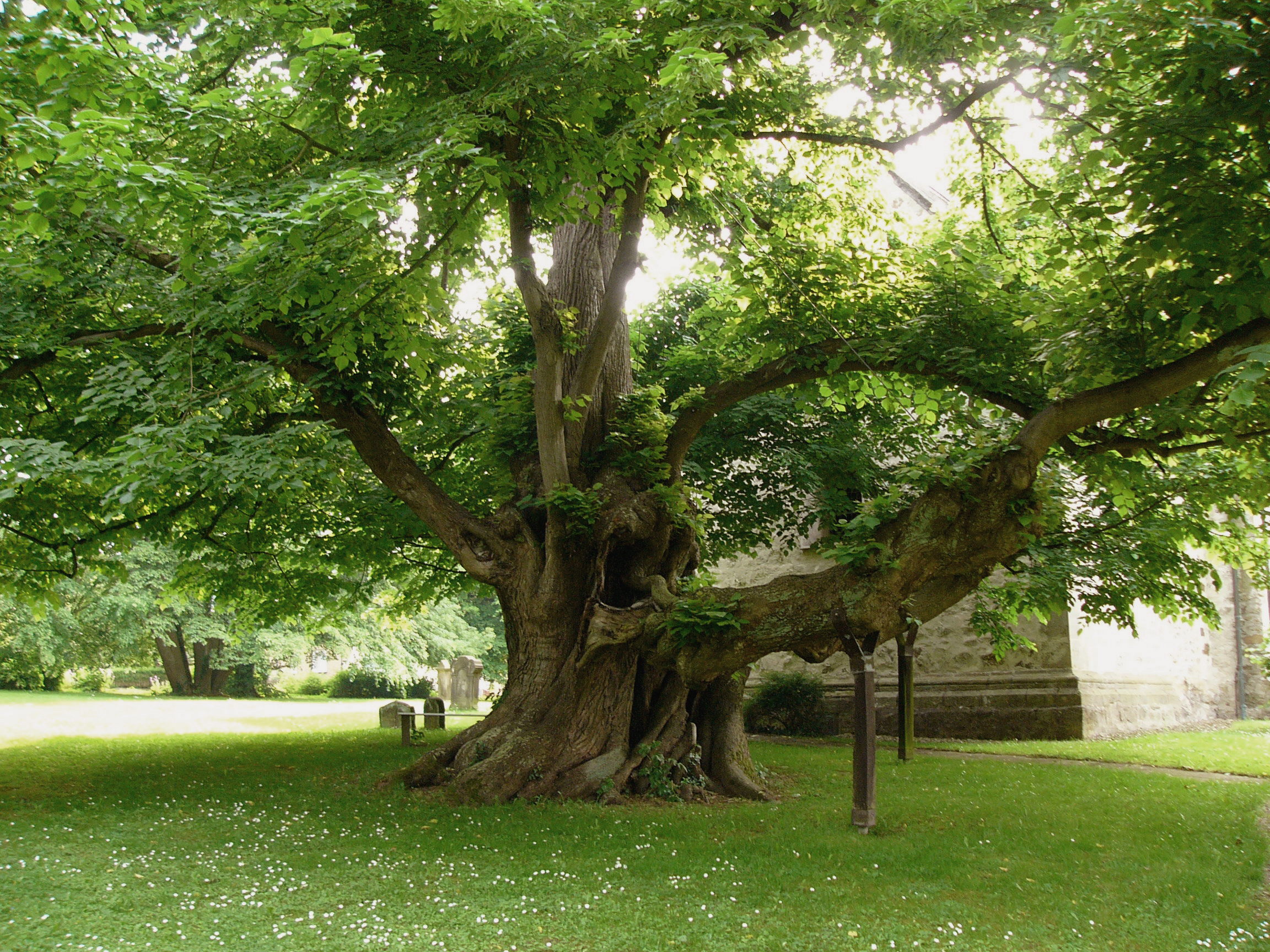
レールキルヒェンの千年ボダイジュ

### 自然文化財
レールキルヒェンのロマネスク教会の陰に千年ボダイジュがある。教会中庭の幹周り約 6 m の古木は支柱や縄で補強されている( 北緯51度54分51秒 東経09度01分46秒 / 北緯51.91417度 東経9.02944度)。

### 定期行事
ブロムベルクでは、毎週金曜日の7:00から 15:00まで歴史的なマルクト広場で週の市が開催される。9月の第2週末にジーベンヘーフェン地区で、リッペ地方で最も古く最も大きなヴィルバザー・マーケットが開催される。この催しは元々教会祭であったが、北ドイツで最も重要な馬市に発展した。
2年ごとに、7月の第1週末に約1000人の射手が参加するアルテン・ブロムベルガー射撃隊の射撃祭が開催され、ブロムベルクや近隣地域から多くの客を呼び寄せる。2009年から射撃祭のない年の夏に、多彩で華々しい山車のパレードがあるブロムベルクのクローブ祭が開催されている。
10月の第2週末には、秋らしく飾り付けられたマルクト広場でブロムベルクのジャガイモ祭が開催される。第1アドヴェントの週末にブロムベルクのマルクト広場でセント＝ニコラス＝マーケットが開催される。これは、1962年から1996年までブロムベルクに駐留したオランダの兵士が始めたものである。
毎年夏に、相前後して4日間、フィーア＝アーベンデ＝マルシュ（四夜の行軍）で老いも若きもブロムベルク周辺を歩き回る。コースは毎晩替わる。短いコース (5 km) と長いコース (10 km) を選ぶことができる。第1回のフィーア＝アーベンデ＝マルシュは1968年にブロムベルク駐在のオランダ人が行った。

### スポーツ
地域を超えて知られているのが、HSG ブロムベルク＝リッペのハンドボール女子チームである。HSGは、TV ヘレントルプと TV ブロムベルクという2つのクラブが1993年に合併して設立された。HSG ブロムベルク＝リッペの第１女子チームは、ブンデスリーガ1部でプレイしている。女子ジュニアチームも成功しており、西ドイツ選手権女子A-ユーゲントで過去5シーズン優勝している。
この他、中核市区にはスポーツ愛好者に様々なスポーツ種目を提供するクラブが存在している: たとえばサッカー、バドミントン、水泳、陸上競技、ダンス、射撃競技などである。これ以外の各市区にも少なくとも1つはスポーツクラブがある。また、カペルには18ホールのゴルフ場が、ボルクハウゼンにはグライダー飛行場がある。

### 名物料理・食材
他のリッペの街と同様、ブロムベルクにおいてもリッピシャー・ピッケルトが食されている。これは小麦粉、マッシュポテト、卵、レーズン、酵母、ミルク、水で作られるジャガイモの焼き菓子である。この他にはリップスケ・パルメがある。これはケールのこの地方での呼び名である。コールヴルストやジャガイモとともに好んで食されている。

## 経済と社会資本
19世紀初めに木工業が重要な産業となった。ここでは特に椅子製造が特筆される。1893年にベルント・ハウスマンはドイツ初の合板工場を設立した。彼は特許を申請し、ブナ材合板の発明者となった。木工業は現在に至るまでブロムベルクにとって重要な産業分野であり続けている。もう一つの重点産業で重要な雇用主が電子産業である。フラハスマルクト、フェルドーレントルプ、ネーダーランツパルクの 3つの産業地区には数多くの中小企業が拠点を構えている。それにもかかわらず多くの労働者が近隣市町村の産業地区に通勤しなければならない。ブロムベルクは、ブロムベルク、ホルン＝バート・マインベルク、リュクデ、シーダー＝シュヴァーレンベルク、シュランゲンの連合体であるリッペ南部統一地方開発コンセプトに属している。

### 地元企業
フェニックス・コンタクトは、電子コネクタやインターフェース技術の世界的トップ企業である。この会社は1923年にエッセンで設立され、第二次世界大戦後にブロムベルクに本社を移転した。1957年にフラハスマルクトに 2つの工場を造った。2007年、このブランドの総売上は初めて10億ユーロを超えた。フェニックス・コンタクトは現在、世界中で 12,800を雇用しているが、このうち 4,000人がブロムベルクに勤務している。
ブロムベルクの木工業は1893年世界で初めてブナ材合板を製造板ベルンハルト・ハウスマンの下で発展した。ブロムベルクはこの企業の中枢部所在地となっている。Bps ロイヒテン＝ジステーメ社は、オフィス照明システムのリーディングカンパニーである。ジンフレックス・エレクトロ社は電気工学、電子技術分野の製品やシステムソリューションを開発、製造、販売している。2007年ブロムベルクには120人の従業員がいる。

### 交通
シーダーでハノーファー – アルテンベーケン線に接続する鉄道路線は、1980年代末に貨物輸送を含め廃止された。このため、最寄りの駅は 8 km 離れたシーダー＝シュヴァーレンベルクに位置するハノーファー – アルテンベーケン線（ハノーファー SバーンのS5号線）のシーダー駅、ヘルフォルト – アルテンベーケン – パーダーボルン線およびアルテンベーケン – デトモルト – エルリングハウゼン – ビーレフェルト線のデトモルト (20 km) やホルン＝バート・マインベルク (17 km)、ベガタール鉄道のレムゴー (20 km) である。
ブロムベルクは連邦道 B1号線およびオストヴェストファーレン街道とも呼ばれるB252号線沿いに位置している。最寄りのアウトバーンは、北のA2号線のバート・アイルゼン・インターチェンジ (45 km)、南西の A33号線パーダーボルン＝エルゼン・インターチェンジ (40 km) である。
ブロムベルクは地方バスによって、平日や土曜日の午前中はバルントルプ、デトモルト、レムゴー、バート・マインベルク、バート・ピルモント、シーダー＝シュヴァーレンベルクと結ばれている。土曜日の午後や日曜日には、レムゴーおよびシーダー行き、バルントルプおよびバート・マインベルク行きのオンデマンドバスが数は少ないが運行している。デトモルト行きの路線だけは毎日運行している。
2014年にブロムベルクの市バスが廃止されて以降、市内交通は2つのコミュニティーバスと地方バス路線が担っている。コミュニティーバスは、ほぼ2時間ごとにカペル地区とブロムベルクとの間を運行している。第911路線のバスはクライネンマルペからカペル、グローセンマルペおよびイストルプを経由してブロムベルクまで、さらにハンブルガー・ベルク住宅地を通ってフラハスマルクトまで運行している。第777路線のバスはデトモルトと内市街のベクステン住宅地とを結んでいる。
ブロムベルクは、ボルクハウゼン地区にグライダー用の小さな飛行場を有している。最寄りの国際空港はパーダーボルン/リップシュタット空港（約 60 km 南西に位置する）とハノーファー空港（約 100 km 北東に位置する）である。

### メディア
リッペ郡全域向けの唯一のローカル日刊紙がリッピシェ・ランデス＝ツァイトゥングである。この新聞社はマルクト広場にサービスポイントを設けている。リッピシェ・ラントシャウは2003年末に廃刊された。ラジオ・リッペはリッペ郡のニュースや投稿を放送している。さらに西部ドイツ放送 (WDR) のスタジオ・ビーレフェルトはブロムベルクのニュースを伝えている。
ローカルメディアとしては、ブロムベルガー・アンツァイガー、ブロムベルク・ヴォイス、ラジオ・ブロムベルクがある。

### 公共機関
ブロムベルクには、市役所、労働局、区裁判所がある。裁判所はリッペ郡南東部のバルントルプ、ブロムベルク、リュクデ、シーダー＝シュヴァーレンベルクを管轄としている。ブロムベルク公益事業会社 (bvb) はヒート・ボイラー・ステーションを運営しており、水、電気、天然ガス、熱の供給と下水道排水を担っている。さらに屋外プールと屋内プールをそれぞれ運営している。これらのプールはともに、最近改修がなされた。ゲザムトヴェール・ブロムベルク、ABC救護隊、ブロムベルク消防隊、およびカペル、ドノープ、エッシェンブルーフ、ヘレントルプ、グローセンマルペの各消防班がブロムベルク消防団に属している。ブロムベルクには市立図書館とビュルガーハウス（市民会館）がある。後者は演劇、コンサート、映画の上演やその他のイベントに利用されている。

### 教育
2013年、本市の学校には 198人の教師と、合わせて 2,553人の児童・生徒がいた。児童・生徒のうち、597人が基礎課程学校、260人が本課程学校、588人が実科学校、945人がギムナジウム、163人が養護学校に籍を置いていた。
ブロムベルクには基礎課程学校が 4校ある。ヴァインベルクの基礎課程学校、パラディースの基礎課程学校、グローセンマルペ基礎課程学校、レールキルヒェン基礎課程学校である。さらにブロムベルクには、市立本課程学校、市立実科学校（この2校はウルメンアレー学校センターにある）、ヘルマン＝フェヒティング＝ギムナジウム、および学習・言語障害者のための養護学校であるペスタロッツィシューレがある。

### 協会
1986年からビュルガーマイスター＝ハインリヒ＝フリッツェマイアー協会が設立されている。この協会は、ブロムベルクにおけるスポーツ、教育、青年活動、環境保護、老人養護の分野で活動している。
2005年に市長クラウス・ガイゼ、ブロムベルク/リッペ都市貯蓄銀行、フェニックス・コンタクトは市民協会ツークンフト・ブロムベルクを設立した。この協会は、教育分野での社会的、公益上、文化的な未来創造活動を奨励する活動を行っている。

## 人物

### 出身者

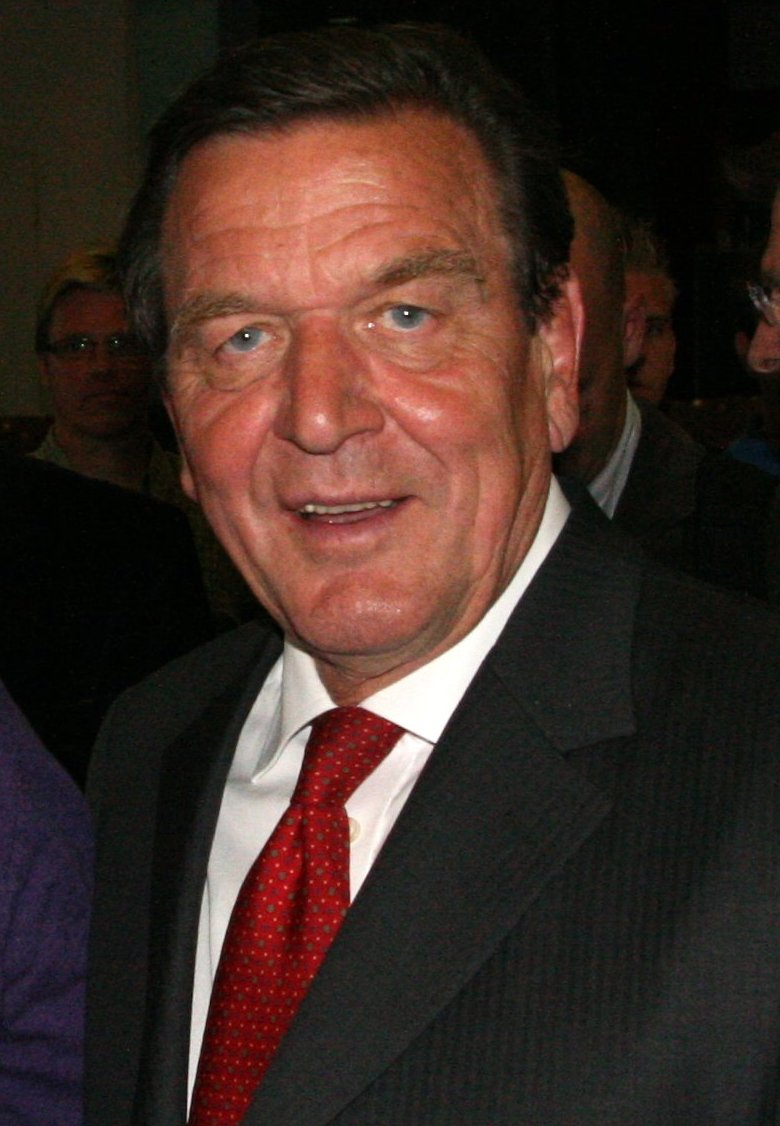
ゲアハルト・シュレーダー

- ヴィルフリート・パウルゼン（1928年 - 1901年）ブロムベルク近郊のグート・ナッセングルントで生まれた。彼はジャガイモの栽培家であり、19世紀末にドイツにおけるジャガイモ栽培の先駆者である。チェスプレーヤーとしても知られている。
- ルイ・パウルゼン（ドイツ語版、英語版）（1833年 - 1891年）上記ヴィルフリートの弟。19世紀最強のドイツ人チェスプレーヤーであった。
- ヘルマン・フェヒティング（ドイツ語版、英語版）（1847年 - 1917年）植物学者であり、長年にわたりテューリンゲン大学の植物研究所の所長を務めた。
- ゲアハルト・シュレーダー（1944年 - ）ブロムベルクのモッセンベルク＝ヴェーレン地区で生まれた政治家 (SPD)。1998年から2005年まで第7代ドイツ連邦共和国首相を務めた。それ以前、1990年から1998年までニーダーザクセン州首相であった。

### ゆかりの人物
- オットー・フォン・リッペ＝ブラーケ（1589年 - 1657年）リッペ＝ブラーケ家の始祖。彼は1657年にブロムベルクで死亡し、修道院教会の廟堂に葬られた。
- フランク＝ヴァルター・シュタインマイアー（1956年 - ）ドイツの政治家 (SPD) で、元外務大臣。1970年代にブロムベルクのギムナジウムで学んだ。
- リンダ・シュタール（1985年 - ）シュタインハイム生まれの女子やり投選手。62.80 m でドイツ U23記録を出した。2010年、バルセロナでのヨーロッパ選手権を 66.81 m で優勝した。2011年の大邱での陸上世界選手権では、練習中に背部痛を訴え、決勝進出を断念した。彼女は幼少期をブロムベルクで暮らし、この地の学校で学んだ。